# 喬基 (喬治亞州)
喬基（英語：Chokee）是位於美國喬治亞州李縣的一個非建制地區。該地的面積和人口皆未知。

## 地理
喬基的座標為31°53′38″N 84°02′59″W / 31.89389°N 84.04972°W，而該地的平均海拔高度為92米（即302英尺）。